# Завадка (Стрыйский район)
Завадка (укр. Завадка) — село в Козёвской сельской общине Стрыйского района Львовской области Украины.
Население по переписи 2001 года составляло 648 человек. Занимает площадь 2,46 км². Почтовый индекс — 82622. Телефонный код — 3251.